# Selecționata de fotbal a Aragonului
Selecționata de fotbal a Aragonului este naționala de fotbal a Aragonului, Spania. Nu este afilită la FIFA, UEFA sau NF-Board. Ei joacă numai meciuri amicale.

## Meciuri internaționale
| Data        | Stadion   | Echipa                 | Adversar         | Scor |
| ----------- | --------- | ---------------------- | ---------------- | ---- |
| 28 dec 2006 | Zaragoza  | Aragon                 | Chile            | 1-0  |
| 1 iun 2002  | Zaragoza  | Aragon                 | Castilia și León | 3-0  |
| 19 mai 1998 | Soria     | Castilia și León       | Aragon           | 1-1  |
| 11 iun 1950 | Zaragoza  | Aragon                 | Basses-Pyrénées  | 6-0  |
| 21 mai 1950 | Pau       | Basses-Pyrénées        | Aragon           | 4-4  |
| 22 iun 1930 | Zaragoza  | Aragon                 | Catalonia        | 3-1  |
| 21 apr 1924 | Zaragoza  | Aragon                 | Cantabria        | 2-1  |
| 20 apr 1924 | Zaragoza  | Aragon                 | Cantabria        | 2-0  |
| 9 mar 1924  | Santander | Cantabria              | Aragon           | 3-0  |
| 1918        | Valencia  | Comunitatea Valenciană | Aragon           | 3-0  |
| 1918        | Valencia  | Comunitatea Valenciană | Aragon           | 5-0  |

## Jucători selectați
| - César Láinez - Moso - Javier Sánchez Broto - Alfonso - Alberto Belsúe - Cani - Luis Carlos Cuartero - Dani Aso - Rafael Riaño - Pablo Alfaro | - Álvaro Arbeloa - Juanjo Camacho - Rubén Falcón - Ángel Lafita - Antonio Longás - Rubén Pérez - García Sanjuan - Luis Milla - Javier Monforte - Jorge Pina | - Rodri - Fernando Soriano - JoaquínSorribas - Salillas - Jesús Seba - Txiki - Héctor Bosque - Víctor Bravo - Chus Herrero - Alberto Zapater |  |